# مشروع جينوم النووي

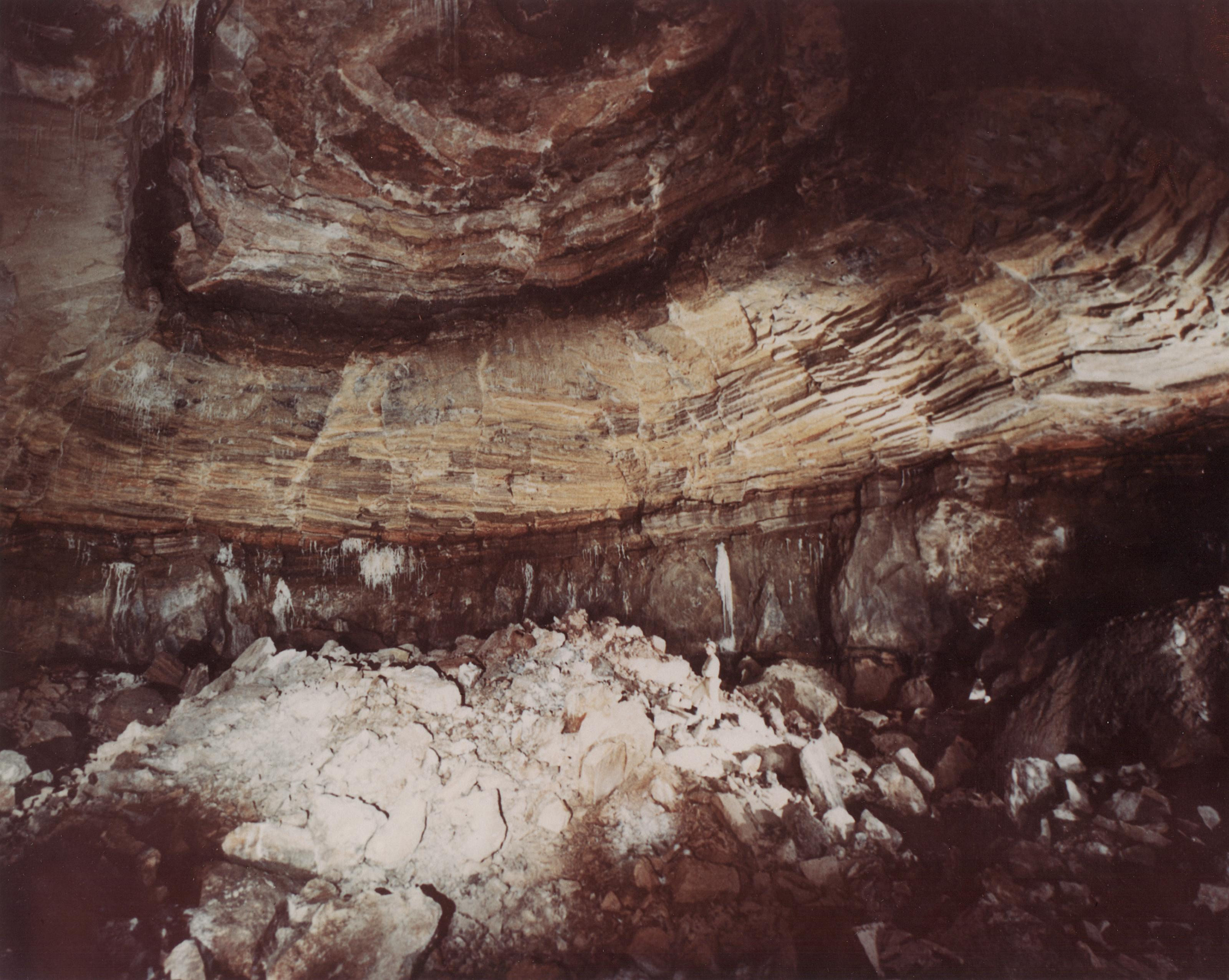
مشروع جينوم

مشروع جينوم النووي هو أول اختبار نووي لمشروع بلوشير، وكان أول اختبار قاري للأسلحة النووية منذ إجراء ترينيتي خارج موقع اختبار نيفادا. تم اختباره في جنوب شرق نيو مكسيكو، على بعد حوالى 40 كم (25 ميل) جنوب شرق كارلسباد (نيومكسيكو).

## الخلفية
تم الإعلان لأول مرة في عام 1958 وتم تأجيل جنوم من خلال وقف الاختبار بين الولايات المتحدة والاتحاد السوفييتي الذي استمر من نوفمبر 1958 حتى سبتمبر 1961 عندما استأنف الاتحاد السوفياتي التجارب النووية وبذلك أنهى الوقف الاختياري. يقع الموقع المختار لجنوم على بعد حوالي 40 كم (25 ميل) جنوب شرق كارلسباد (نيومكسيكو) في منطقة من الملح والبوتاس جنبا إلى جنب مع آبار النفط والغاز. على عكس معظم التجارب النووية التي ركزت على تطوير الأسلحة تم تصميم المشروع للتركيز على التجارب العلمية: «دراسة إمكانية تحويل الحرارة الناتجة عن انفجار نووي إلى بخار لإنتاج الطاقة الكهربائية.» استكشاف جدوى استرداد النظائر المشعة للتطبيقات العلمية والصناعية «استخدام التدفق العالي للنيوترونات الناتج عن التفجير لمجموعة متنوعة من القياسات التي من شأنها أن تسهم في المعرفة العلمية بشكل عام وفي برنامج تطوير المفاعل بشكل خاص». وقد اعتبر جنوم بالغ الأهمية لمستقبل العلوم النووية لأنه يمكن أن يظهر أنه يمكن استخدام الأسلحة النووية في التطبيقات السلمية.

## التأثيرات

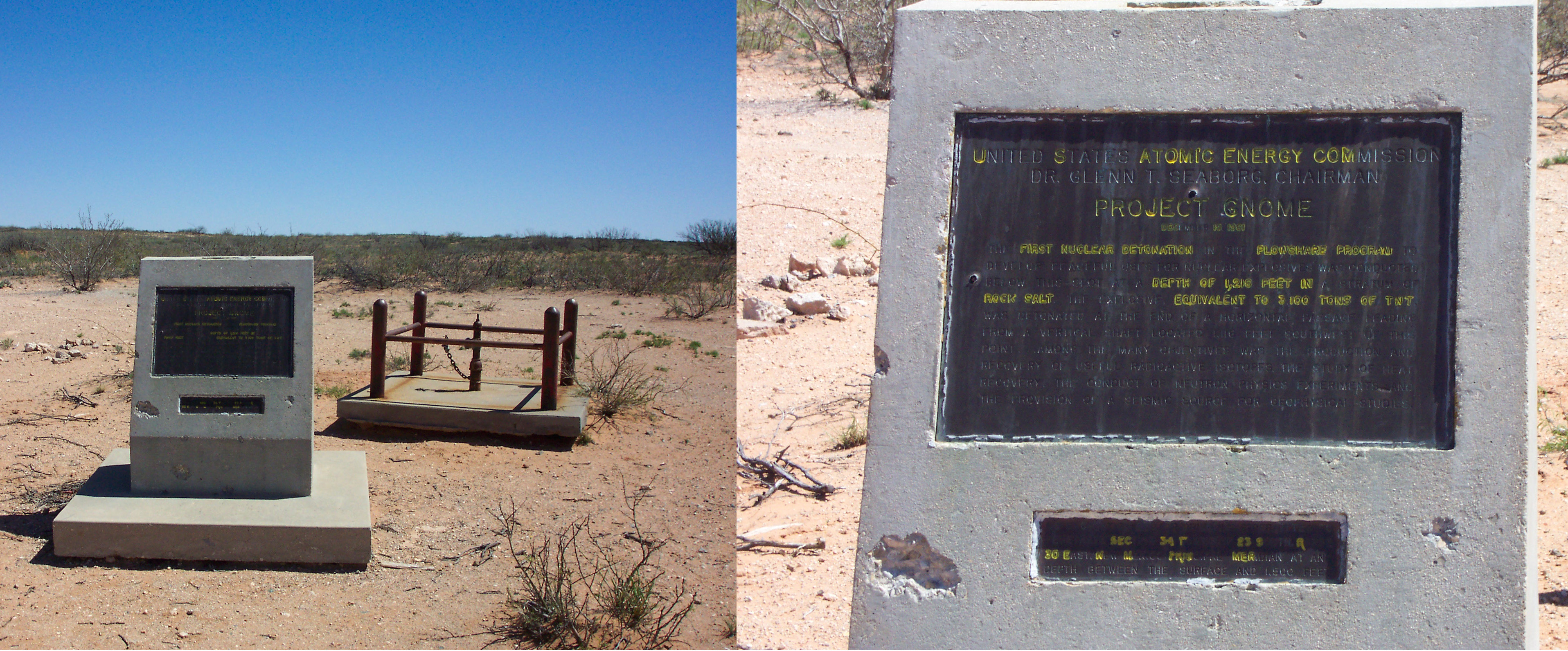
نصب تذكاري في موقع مشروع جنيوم في مارس 2004

تم وضع جنوم 361 م (1184 قدم) تحت الأرض في نهاية نفق 340 م (1115 قدم) الذي كان من المفترض أن يكون إغلاق ذاتي في التفجير. تم تفجير جنوم في 10 ديسمبر 1961. على الرغم من أنه كان من المفترض أن تغلق جنوم نفسها إلا أن الخطة لم تعمل بشكل جيد. بعد دقيقتين إلى ثلاث دقائق من الانفجار بدأ الدخان والبخار في الارتفاع من العمود. وتم إطلاق بعض الإشعاع واكتشافه خارج الموقع، ولكن سرعان ما تم تدميره. تم حساب حجم التجويف ليكون 28000 ± 2800 متر مكعب مع متوسط قطره 17.4 متر في القاع.

## الوضع الحالي
اليوم كل ما هو موجود على السطح لإظهار ما حدث أدناه هو نصب خرساني صغير مع لوحتان تم التقاطهما.